# Natale Schiavoni
Natale Schiavoni (Chioggia, 25 aprile 1777 – Venezia, 16 aprile 1858) è stato un pittore e incisore italiano.

## Biografia
Dotato di notevole talento naturale, dopo gli esordi da autodidatta a Chioggia, sia come disegnatore che come incisore, entrò in contatto con gli abati Angelo Bottari, Giuseppe Olivi e Stefano Chiereghin.
All'Accademia di Venezia fu allievo del pittore Francesco Maggiotto. Frequentò Melchiorre Cesarotti e fu lodato da Ugo Foscolo. Cominciò quindi a dedicarsi alla miniatura, ottenendo grande successo commerciale, soprattutto durante gli anni del soggiorno a Trieste.
Fu poi a Milano negli anni del principe Eugenio di Beauharnais, lavorando intensamente come ritrattista.
Dopo la Restaurazione, Natale Schiavoni fu chiamato a Vienna dall'imperatore Francesco I, come ritrattista di corte.
Dal 1824 si trasferì in palazzo Giustinian a Venezia, dove costituirà una celebre galleria d'arte e continuerà una intensissima produzione pittorica, specializzandosi nella realizzazione di dipinti con giovani bellezze femminili.
Ebbe due figli, i pittori Felice Schiavoni e Giovanni Schiavoni, che gli premorì.

## Galleria d'immagini

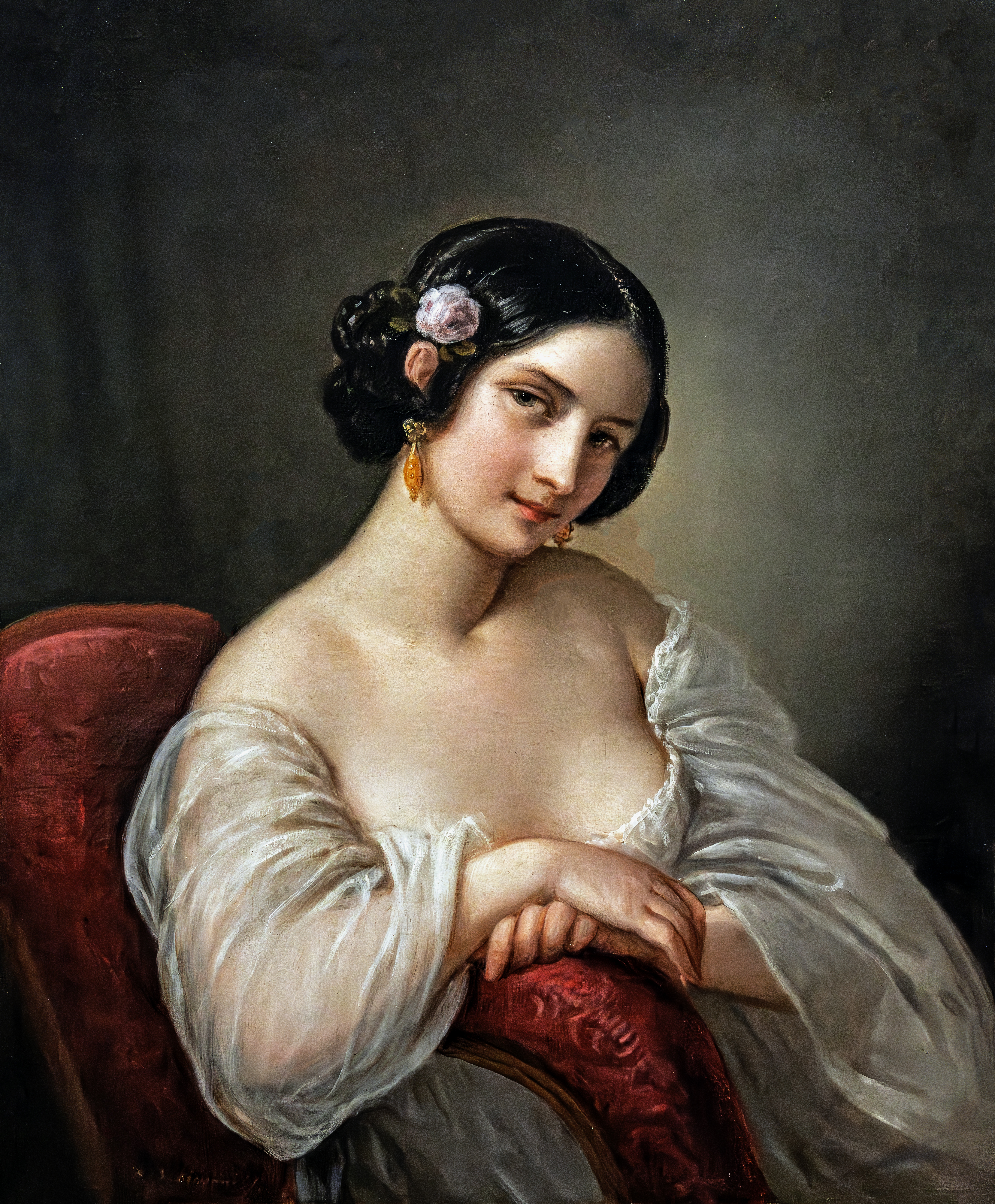
Flora, Museo civico Luigi Bailo
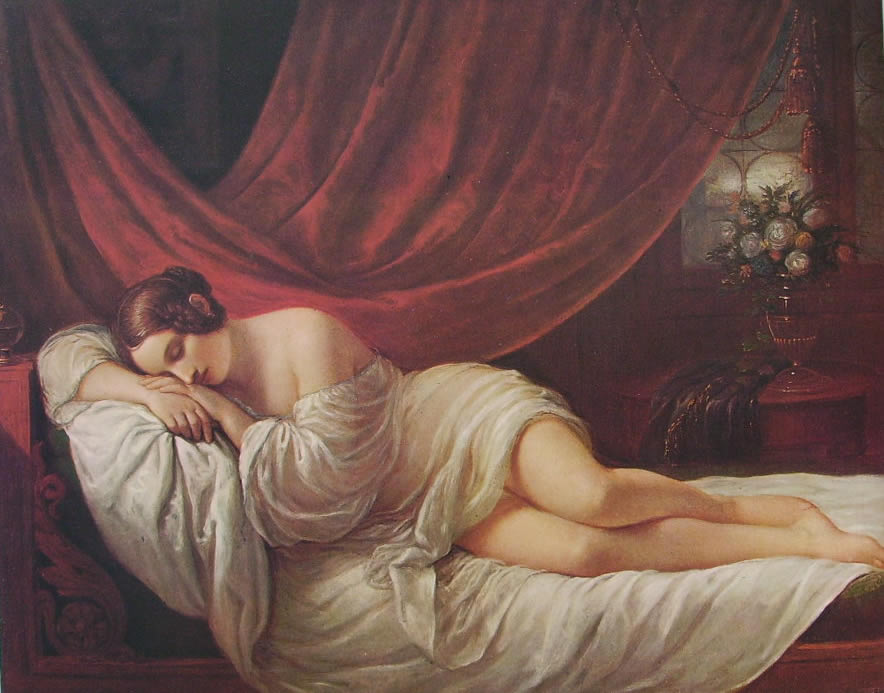
Sogno di una sedicenne, Palazzo Treves